# Zawoja
Zawoja – najdłuższa wieś w Polsce. Położona jest w województwie małopolskim, w powiecie suskim, w gminie Zawoja, na południu kraju przy granicy ze Słowacją. Jest siedzibą gminy, Babiogórskiego Parku Narodowego i jedną z głównych osad Górali Babiogórców.
Miejscowość letniskowa i turystyczna będąca punktem wypadowym na Babią Górę, pasmo Policy i Jałowca.

## Położenie
Położona jest u stóp Babiej Góry (1725 m), w dolinie rzeki Skawica oraz na stokach pasm górskich zaliczanych do dwóch regionów geograficznych – do Beskidu Żywieckiego (Pasmo Babiogórskie) i Beskidu Makowskiego (Pasmo Przedbabiogórskie, czyli Jałowieckie).

### Podział
Zawoja jest najdłuższą (ok. 18 km) i największą pod względem powierzchni (100,78 km²) wsią w Polsce.
W obrębie wsi Zawoja istnieje 6 sołectw: Zawoja Górna, Zawoja Centrum, Zawoja Przysłop, Zawoja Dolna, Zawoja Mosorne, Zawoja Wełcza.
| Rodzaje    | Nazwy |
| ---------- | --- |
| osady      | Cyrchel, Stonów |
| przysiółki | Barankowa, Barany, Barańce, Barańcowa, Bartyzele, Beskid, Bielasy, Błędna, Borowi, Bory, Brzeg, Bubiaki, Bubiakowa, Buczyna, Budzonie, Buki, Burdele, Burdyle, Centrum, Chopy, Chowaniacy, Cioćki, Cyrhel, Czarnotowa, Czatoża, Dolina (SIMC 0994704), Dolina (SIMC 077824), Dolinka, Figury, Fitkówka, Fujacy, Gajówka, Gawły, Giertugi, Giertugowa, Gliśnica, Gołynia, Górnica, Granica, Gronik, Hrabkowa, Hujdowa, Hujdy, Hurbalówka, Hyrb, Jaworskie, Kalina Dolna, Kalina Górna, Kamieńce, Kaselówka, Kącina, Kąkole, Kąkolowa, Kiczora, Kiczorka, Kiecka, Kijakowa, Kobiele, Kolędówka, Kolisty Groń, Koszorek, Kowalowa, Koziny, Krzemienna, Krzonka, Księża Polana, Kudłata, Kudzie, Kukle, Kuklowa, Kwiatek, Lachy, Łabędzie, Łatki, Łazy, Madziarowa, Magurka, Makosiowa, Maliki, Malikowa, Maliny, Marki, Markowa, Marszałki, Maryniacy, Masówka, Mazurowy Potok, Mazury, Mętle, Miłosierna, Miśkowce, Mleczna, Morawy, Morgi, Mosorne, Można, Mylne Młaki, Nowe Osiedle, Obidowa, Obłapiana, Obłaźna, Ogon, Opaczne, Pająki, Pająkówka, Paluchówka, Pasieka, Petułowa, Piątkowa, Piergiesi, Piergiesowe Polanki, Płasonie, Pod Grapą (SIMC 0995135), Pod Grapą (SIMC 0995141), Pod Kiczorką, Pod Polaną, Podgórze (SIMC 0078232), Podgórze (SIMC 0995170), Podpolice, Podsot, Podświaniarka, Polaki, Polana, Polanki, Policzne, Przysłop, Rąbaniska, Ryżowana, Sałaciaki, Sitarze, Sitkówka, Składy, Skupnie, Skutowa, Smyraki, Stróże, Sule, Surmiaki, Surzyny, Swalisko, Szczurki, Szczurkówka, Śmietany, Śpikówka, Średnie, Świniarka, Toczki, Topory, Trybały, Trzebuniaki, Wartowa, Warzechówka, W Potoku, Wełcza, Włosianka, Za Groniem, Za Madejką, Za Polaną, Za Potokiem, Za Wodą, Zabór, Zające, Zakamień, Zakopaniec, Zalas, Zaręby, Zemliki, Zielone Osiedle, Zimna Dziura, Żywczaki |
| części wsi | Bajerska Maszyna, Bębny Dolne, Bębny Górne, Diabli Młyn, Fiedorówka, Franule, Limierzyska, Pod Brzegiem, Podryżowana, Pyciakowa, Rybna, Stolarka, Wełczoń, Widły, Wilczna |

## Pochodzenie nazwy
Nazwa wsi wywodzi się od wołoskiego słowa zavoi i oznacza zakole rzeki (rum. zăvoiu, lm. zăvoie, por. Zăvoi) lub las nad rzeką.

## Historia
Zawoja i leżąca niżej Skawica, której część początkowo stanowiła, leżą w dolinie rzeki Skawicy, niosącej wody spod Babiej Góry do Skawy. Pierwsze wzmianki o Skawicy jako o wsi pochodzą sprzed roku 1593. W roku 1646 w dokumentach lustracyjnych starostwa lanckorońskiego występuje wzmianka o nowo założonej Zawoje jako wsi wolnej od pańszczyzny. Kolejne wzmianki o Zawoi pochodzą z księgi dochodów proboszczowskich ze wszystkich wsi wchodzących w skład parafii makowskiej. Pod rokiem 1689 widnieje tam Gorna Skawicza alias Zawoja, zaś pod rokiem 1700 wieś Zawoia na Skawiczy.
Dzisiejsze tereny Skawicy i Zawoi stanowiły część starostwa lanckorońskiego i pozostawały we władaniu kolejnych dzierżawców królewszczyzny (Lanckorońskich do 1512 roku, Jarosławskich, Wolskich do 1578, Bekieszów do 1590, Zebrzydowskich do 1676, Słuszków do 1700, Myszkowskich do 1703, wreszcie Komorowskich, Wielopolskich do 1774). Odrębną miejscowością Zawoja jest od 31 sierpnia 1836 roku.
Po I rozbiorze i śmierci ostatniego starosty lanckorońskiego w 1774 królewszczyznę przejął skarb austriacki, który w 1839 roku sprzedał ją hrabiemu Filipowi Saint-Genois d’Anneaucourt. Wkrótce w Zawoi powstała kuźnica (ośrodek hutniczy żelaza złożony z 2 pieców i młota wodnego), związana z istniejącą w latach 1845–1863 Hutą Maurycy w Makowie Podhalańskim. W 1847 roku okolicę nawiedził głód, który doprowadził do powstania ognisk tyfusu i cholery.
Likwidacja serwitutów do pastwisk i poboru drewna w lasach w 1853, doprowadziła do utraty połowy terenów wypasowych, nastąpił upadek gospodarki szałaśniczej.
W 1878 roku Habsburgowie żywieccy wykupili Zawoję od Maurycego, syna hrabiego Saint Genois d’Anneaucourt, a po odzyskaniu niepodległości przez Polskę, zagrożeni parcelacją, przekazali ją w 1924 roku Akademii Umiejętności. Od roku 1928 staraniem powstałej Komisji Klimatycznej miejscowość zaczęła nabierać charakteru letniskowego.
W ramach eksploatacja lasów górskich w XIX wieku w Zawoi Wilcznej powstała fabryka zapałek i tartak parowy.
W 1954 r. utworzono Babiogórski Park Narodowy, którego siedzibę zlokalizowano początkowo w Zawoi Markowej.
W latach 1945–1991 funkcjonowała w Zawoi strażnica Wojsk Ochrony Pogranicza. 16 maja 1991 strażnicę przejęła Straż Graniczna.
W latach 1975–1998 Zawoja należała administracyjnie do województwa bielskiego.

## Zabytki
Obiekt wpisany do rejestru zabytków nieruchomych województwa małopolskiego.
- Kościół parafialny pw. św. Klemensa.
Obiekt z roku 1888 – powstały w miejscu starszego, małego kościoła. Zbudowano go na planie krzyża. Sufit i chór wspierają żelazne słupy. W osi posiada on czworoboczną wieżę pełniącą rolę dzwonnicy oraz dwie sygnaturki na kalenicy dachu. Polichromię w kościele wykonało w 1930 roku dwóch artystów krakowskich: Zygmunt Milli i Marian Arczyński. Ołtarze – poza barokowym ołtarzem Matki Boskiej – wykonane są w stylu renesansowym[24].
- kapliczka św. Jana Chrzciciela;
- stara karczma nr 121 a;
- dawny budynek nadleśnictwa nr 1028 oraz budynek gospodarczy;
- dom nr 467 z oborą;
- zespół budownictwa drewnianego na Markowych Rówienkach;
- Markowe Rówienki – dawne schronisko;
- budynek mieszkalno-gospodarczy nr 776.

## Turystyka
W Zawoi znajduje się wiele stacji narciarskich. Ośrodek Turystyczno-Narciarski Mosorny Groń, z koleją linową (z czteroosobowymi krzesełkami) oraz trasą narciarską, posiada licencję FIS na rozgrywanie krajowych i międzynarodowych zawodów narciarskich.
Piesze szlaki turystyczne

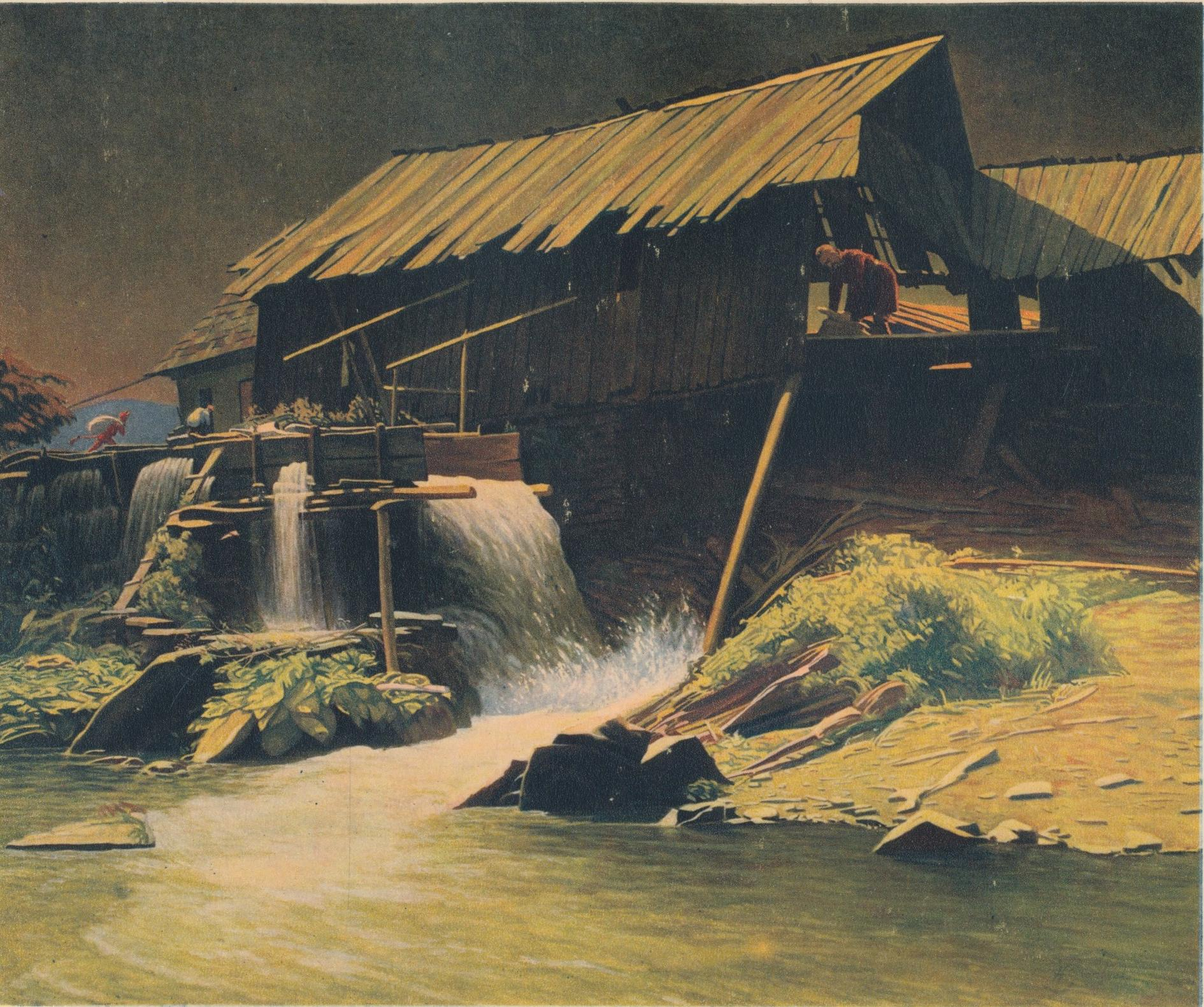
Diabli młyn, akwarela namalowana przez Henryka Grombeckiego w 1925 roku w Warszawie na podstawie studium wykonanego w Zawoi

 Zawoja Dolna – Zawoja Przysłop – Sucha Beskidzka dw. PKP
 Zawoja Centrum – Przełęcz Przysłop – Zawoja Przysłop – Sucha Beskidzka dw. PKP
 Stryszawa Górna – Siwcówka – Przełęcz Kolędówki – Zawoja Centrum – Przełęcz Kucałowa – Chorążowa
 Zawoja Mosorne – dojście do  pod Mosornym Groniem – dojście do  jw.
 Zawoja Wilczna – Mosorny Groń – Cyl Hali Śmietanowej
 Zawoja Wełcza – Jałowiec – Przełęcz Cicha – Lachowice
 Zawoja Wełcza – Zawoja Składy
 Zawoja Widły – Zawoja Składy – Zawoja Czatoża – Markowe Szczawiny – Perć Akademików – Babia Góra
 Przełęcz Jałowiecka – Zawoja Czatoża – Magurka – przełęcz pod Małą Mędralową – Krzyżówki – Korbielów – Przełęcz Glinne
 Zawoja Widły – Zawoja Składy – Zawoja Markowa – Markowe Szczawiny
 Zawoja Czatoża – Zawoja Markowa – Stary Groń – Zawoja Policzne – Przełęcz Krowiarki
 Zawoja Wilczna – Markowe Szczawiny

### Atrakcje turystyczne
- Kościół Świętego Klemensa

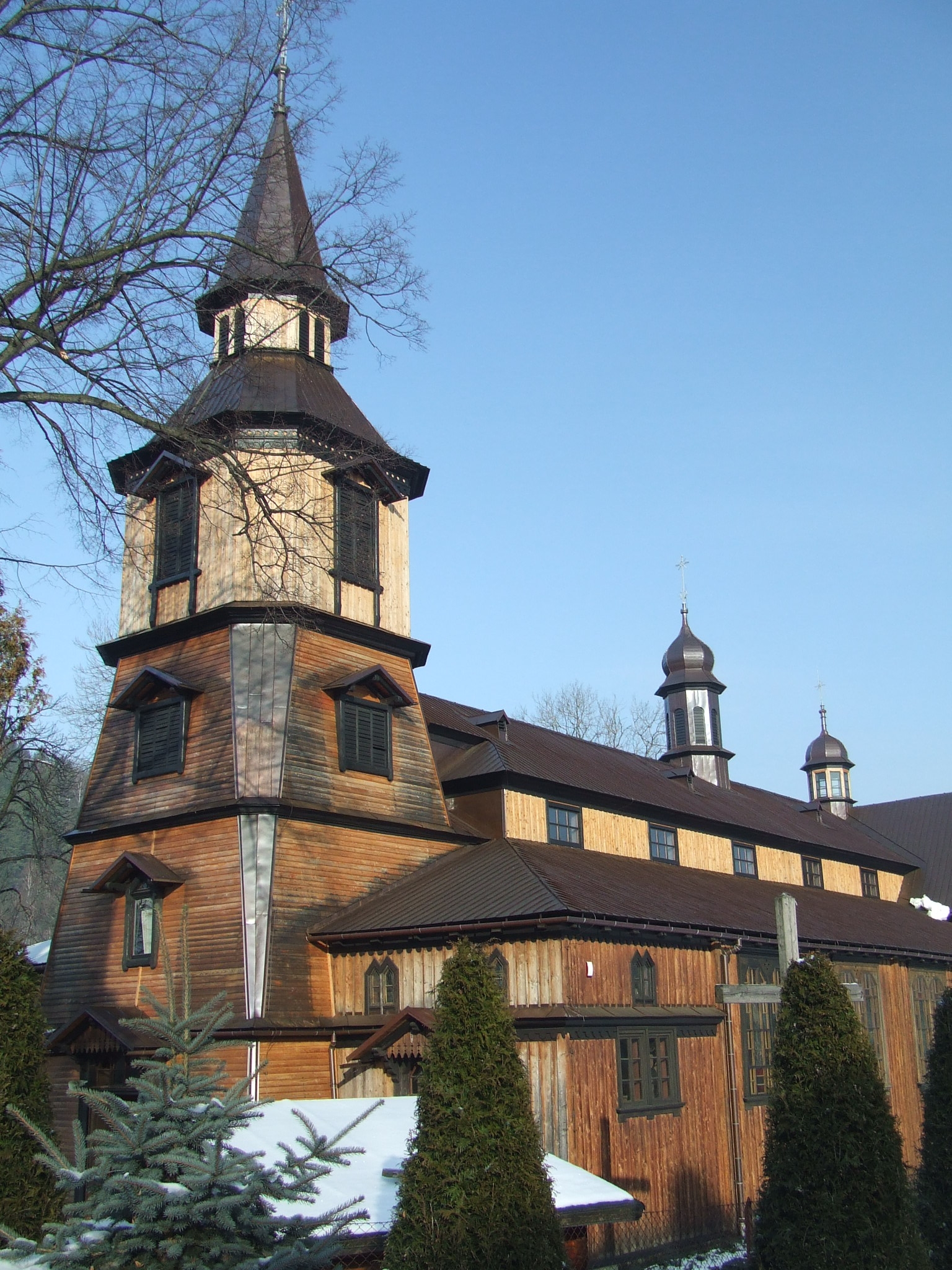
Kościół w Zawoi

- Ośrodek Edukacyjny Babiogórskiego Parku Narodowego
- Klasztor Karmelitów Bosych na Przysłopie
- Elektrownia wiatrowa na Przysłopie
- Ośrodek Turystyczno-Narciarski Mosorny Groń w Zawoi z koleją linową na Mosorny Groń
- Trzy piwniczki i dzwonnica loretańska
- Ścieżki edukacyjne Babiogórskiego Parku Narodowego
- Schronisko PTTK na Markowych Szczawinach
- Skansen im. Józefa Żaka w Zawoi Markowej
- Centrum Górskie „Korona Ziemi” – multimedialne muzeum górskie
- 2 kwietnia 1969 na północnym stoku Policy rozbił się samolot An-24 PLL LOT[25]. W katastrofie zginęły 53 osoby (47 pasażerów i 6 członków załogi). Nikt nie ocalał. Zdarzenie upamiętnia pomnik na szczycie góry, wystawiony w jego 40. rocznicę[26].

## Gospodarka
W Zawoi znajdują się liczne stolarnie.